# Menachem Kohen (polityk)
Menachem Kohen  (hebr.: מנחם כהן, ang.: Menachem Cohen, ur. 5 lipca 1922 w Jerozolimie, zm. 11 marca 1975) – izraelski polityk, w  1951 oraz w latach 1959–1974 poseł do Knesetu z list Mapai i Koalicji Pracy
W wyborach parlamentarnych w 1949 nie dostał się do izraelskiego parlamentu, jednak 19 maja 1951 objął mandat poselski po śmierci Dawida Remeza. W wyborach w lipcu 1951 nie obronił miejsca w Knesecie. Do parlamentu powrócił po wyborach w 1959 i zasiadał w Knesetach IV i V kadencji z listy Mapai oraz VI i VII kadencji z listy Koalicji Pracy.